# Szinkrónia és diakrónia
A nyelvészetben a szinkrónia és a diakrónia terminusokat Ferdinand de Saussure svájci nyelvész, a strukturalizmus megalapítója honosította meg halála után megjelent általános nyelvészeti kurzusa révén (1916). A szinkrónia a nyelv egyidejű állapotát, a diakrónia pedig az időben való változását nevezi meg. Ezeknek a nyelvkutatásban két nézet felel meg: a szinkrón, illetve a diakrón. Az elsőből a leíró nyelvészet, az utóbbiból a történeti nyelvészet indul ki.

## Szinkrónia
A nyelv szinkrón kutatása abból indul ki, hogy egy adott időszakban a nyelv olyan zárt és változatlan rendszer, amelyet magában lehet tanulmányozni, hivatkozás nélkül arra a fejlődésre, amely abba a stádiumba hozta, amelyre vonatkozik a leírása. Ebből a szempontból a nyelvet olyan egyidejű vízszintes vonalon látják, amelyen számtalan aspektus létezik együtt, és amelyen mindegyik egyéni elem értéke a rendszer összes értékei összefüggésének az eredménye, tehát az egyéni elemek és azon kiegyensúlyozott rendszer közötti viszonyt kutatják, amelybe az elemek tartoznak. A szinkrón leírás azt tűzi célul maga elé, hogy világosan és rendszeresen határozza meg a nyelv szabályainak együttesét úgy, ahogy az egy adott időpontban működik.
A szinkrón nézet azon a megfigyelésen alapul, hogy a beszélők, kevés kivétellel, nincsenek tudatában a nyelv történeti aspektusainak, mégis el tudják sajátítani az anyanyelvüket, tehát az általuk használt kód modellje is mentes a történeti vonatkozásoktól. Ami a nyelvközösség azon kevés tagjait illeti, akiknek vannak ismereteik a nyelv előbbi stádiumairól, két lehetőség van: vagy ismereteik megváltoztatják a nyelvhasználatukat, tehát a nyelvváltozatuk különbözik a többség nyelvváltozataitól, és akkor külön kell tanulmányozni mint olyat, vagy nincs semmiféle hatásuk, és akkor nem érdeklik a szinkrón kutatást.
A szinkrón kutatás a nyelvész korának a nyelve leírása számára a legfontosabb, de ez nem jelenti azt, hogy nem vonatkozhat még nagyon távoli időszakokra is. Le lehet írni például a 15. és a 16. század, vagyis a kései ómagyar kor nyelvállapotát, a latin nyelvét, az ógörög nyelvét, Geoffrey Chaucer angol nyelvét vagy a 16. századbelit stb., csakhogy ezekkel a leírásokkal kapcsolatban az a fenntartás fogalmazható meg, hogy a kutatónak nincs meg azon korok beszélőinek a nyelvi kompetenciája, és hogy a feltételezéseit nem lehet igazolni anyanyelvi beszélők konkrét nyelvhasználatával.
Megjegyzendő, hogy az az időpont, amelyre a szinkrón kutatás vonatkozik csak elméleti. Ha például az I. e. 1. századbeli latin nyelvet kutatják, ennek stádiumát körül lehet határolni arra, amely a 60-as és a 30-as év közötti szövegeknek felel meg, abból a feltételezésből kiindulva, hogy abban az időszakban nem történtek érdeklődést érdemlő változások. Ebben az esetben a kutatás olyan értelemben szinkrón, hogy a nyelvész jelentékteleneknek tartja és nem veszi figyelembe az egyik és a másik év közötti változásokat.

### Szinkrón variáció
A szinkrón módon tanulmányozott nyelv aspektusai sokrétűek. Vannak az általános fonológiaiak, fonetikaiak, prozódiaiak, nyelvtaniak és szókészletiek, valamint ezek nyelven belüli variációi és több nyelven kívüli tényező által meghatározott variációi, a mindenféle nyelvváltozatok keretében.
A földrajztudományi tényező területi változatokat (dialektusokat) határoz meg. Nem egyforma például a dialektusok kiejtése. Míg Magyarország nyugati területeit a rövid magánhangzók uralma jellemzi, a keleti országrészen ezek helyett gyakran hosszú hangot ejtenek, pl. cúkor, tűkör, vídám, pípa stb.
A társadalmi és a kulturális tényezők iskolázottsági és műveltségi fok, nem, korosztály, városi vagy falusi környezet stb. szerinti nyelvi különbségeket eredményeznek, például szociolektusokat határozva meg. Szaknyelveken belül is, amelyek szociolektusok, vannak variációk. Például az építőipari szakember betonadalék-ról ír, de az építkezésen ehelyett sóder-ról beszél, miközben a munkás csak az utóbbit használja.
A nyelvi regiszterek, amelyekből egy és ugyanaz a beszélő többel is rendelkezhet, úgy az iskolázottsági és műveltségi fokhoz, mint a beszédhelyzethez kötöttek. Beszédhelyzettől függően a beszélő használhatja például az öcskös vagy öcsi (bizalmas), öcs (szokásos) vagy testvéröcs (választékos) szavakat.
A pragmatikai tényezők a beszédhelyzet, valamint a beszélő szándékai és a címzettre való elérendő hatás szerint változtatnak nyelvi elemeket. Például nem ugyanúgy köszön a beszélő mindenkinek. Ha csak egyszerűen udvariasnak kell lennie, azt mondja, hogy Jó napot!, ha udvariasabb akar lenni vagy ilyennek kell lennie, akkor hozzáteszi a kívánok szót, ha ő férfi, fölérendelt nőnek Kezét csókolom!-mal köszönhet stb.
A kifejezőerő mint tényező olyan változatokat határoz meg, mint például a költői nyelv, amelyben gondolat vagy érzelem hatásosabb kifejezése érdekében tudatos eltérések fordulnak elő a nyelvi normától, mint amilyen a szabálytalan szórend: Fut a gazda, kié ama renyhe cseléd: / „Jössz…? Vagy dobom – itt ez a villa – beléd?… (Arany János: Az ünneprontók).

## Diakrónia
A diakrón kutatás azt vizsgálja, hogy miként fejlődött ki egy adott nyelv, és hogyan változott aspektusai együttese a fejlődési időszakai egymás utáni következése során. A szinkróniával ellentétben a diakrónia egy vízszintes vonalon elképzelhető egymást követő és helyettesítő aspektusokat feltételez.
A diakrónia fő jellegzetessége a dinamika, az időbeli variáció, azaz a nyelv egymást követő változásai, amelyeket úgy a saját rendszerének fejlődése, mint külső tényezők határoznak meg. Az utóbbiak közé tartoznak történelmi és kulturális körülmények, mint a területi egység vagy megosztottság, nyelvek közötti közvetlen vagy közvetett érintkezések, kulturális személyiségek szerepe nyelvi norma bevezetésében stb.
A diakrón szemlélet túlléphet egyetlen nyelv vizsgálatán, és érdeklődési körét több rokon nyelvre is kiterjesztheti, ami a történeti-összehasonlító nyelvészet tárgyát képezi.

## Nézetek a szinkrónia és a diakrónia közötti viszonyról
A 19. század végéig a nyelvtudományt az újgrammatikusok diakrón szemlélete uralta, mivel a nyelvek fejlődésének a tanulmányozását a népek történetének megismerésének eszközeként látták. Saussure főleg azt kifogásolta, hogy a nyelvi jelenségeket egymástól elszigetelten kezelték, például a beszédhangok és az alakok fejlődését a nyelv rendszeri jellegének szem előtt tartása nélkül.
Saussure elmélete a szinkróniáról és a diakróniáról erre a megközelítésre való heves reakció volt. Ő a szinkrónia kizáró jellegét vallotta a nyelv működésének megértésében, amelyet rendszerként fogott fel. Azt állította, hogy ha a nyelvészet azt akarja modellezni, hogy mit tud a beszélő, amikor anyanyelveként tud egy nyelvet, akkor a leírásokból és a magyarázatokból szigorúan ki kell zárni a vizsgált nyelvállapotot megelőző nyelvállapotra való mindenfajta hivatkozást, tehát hogy a múlt teljesen érdektelen a rendszer megértése szempontjából. Saussure szerint a neogrammatikusok megközelítése a nyelv fejlődésének megértésére sem alkalmas, mivel csak egyéni elemek helyettesítésére vonatkozik másokkal, holott a nyelv rendszert képez története mindegyik időpontjában. Következésképpen a diakrónia egymást követő szinkróniák összege, mivel mindegyik fejlődési jelenség a rendszer keretében működik. Ezért Saussure szerint a szinkrón kutatásnak meg kell előznie a diakrón kutatást.
Saussure élesen elhatárolta egymástól a szinkróniát és a diakróniát, az előbbit részesítve előnyben, amely nézetet a strukturalizmus által uralt nyelvtudomány az 1960-as évekig követett.
A Walther von Wartburg , Roman Jakobson, André Martinet , Eugen Coșeriu , William Labov  stb. által képviselt modern nyelvészetben bírálták a nyelvtörténeti kutatás saussure-i háttérbe szorítását, azt vallva, hogy a szinkrónia és a diakrónia közötti ellentétnek nincs alapja a valós nyelvben, hanem csak módszertani különbség van szinkrón és diakrón megközelítés között. Csupán a nyelv szinkrón működése és diakrón alakulása között tesznek különbséget, és megállapítják, hogy a nyelvész az, aki rámutat vagy nem mutat rá időbeli viszonyra jelenségek között. A szinkróniában diakrónia van, jellegzetes dialektikai ellentétben. A nyelvtörténet mindegyik időpontjában együtt vannak meg a nyelvben az előbbi stádiumára jellemző jelenségek, jellegzetesen aktuális jelenségek, valamint tendenciák, amelyek jelenségekként a következő stádiumra lehetnek majd jellemzőek. A nyelv fejlődése egyik időszakából a következőbe folyamatos, mindegyik nyelvi jelenség hosszabb-rövidebb átmenetet mutat változásában, amelyben együtt létezik a régi és az új nyelvi forma, gyakoriságukat illetően a régi vagy az új lévén előnyben aszerint, hogy mely nyelvváltozatban használatosak, tehát a szinkrón variáció összefügg a diakrón variációval. Következésképpen a nyelvben nem egy, hanem több rendszer versenyzik egymással, azaz több szinkrónia vegyül egymással, diakrónia van a szinkróniában. Ugyanazt a változást, ugyanabban a történeti időpontban egyéb jelenségekkel való szinkrón viszonyaiban lehet követni, de diakrón tendenciája szempontjából is. Maga az a tény, hogy használnak egy nyelvet, amelynek több egyidejű változata van, megteremti időbeli változása lehetőségét.
A szinkrón és a diakrón nézeteket összebékítő koncepcióban a két terület kölcsönösen kiegészíti egymást. A szinkrón nyelvészet támpontul szolgál a diakrón nyelvészet számára és ugyanakkor, Saussure-el ellentétben sok nyelvész szerint a nyelveknek mint rendszereknek és a nyelvi rendszerek általános tulajdonságainak a megértéséhez csak a diakrón változás törvényszerűségeinek megértése vezethet el.

### Diakrón variáció a szinkróniában
A nyelvből folyamatosan kihalnak jelenségek és újak jelennek meg. Mindkét kategóriához tartozók legalábbis egy ideig együtt léteznek aktuális megfelelőikkel, kivéve az olyan szókészleti újdonságokat, amelyek új realitásoknak felelnek meg.
A nyelv egyidejű állapota előtti stádiumból fennmaradt nyelvi jelenségek az archaizmusok. Használják ugyan őket, de csak többféle korlátozások keretében. Bizonyos nyelvjárásokra korlátozott például a lyány vs. lány kiejtés, az aszú vs. száraz szó, vagy az írt vala vs. írt igealak. Egyes archaizmusok csak állandósult szókapcsolatban vannak még meg, mint a szer ’rend, sor’ szó, pl. se szeri, se száma. Tudatosan, stílushatás elérésének céljából, alakzatként használt archaizmusok pl. Kik olvasandják ezt, majd elképűlnek, / Ha ő szívükben hív érzések fűlnek. (Ady Endre: Krónikás ének 1918-ból).
A nyelvben új jelenségek (neologizmusok) a jövevényszavak, az újonnan alkotott szavak, a grammatikai formák és szerkezetek változásai stb. Például a mai magyar nyelvben, mivel a szenvedő ige használata ritka, a jelentését többek között egy olyan körülírással fejezik ki, mint a ház eladásra kerül. Ezt Lengyel 2000 értékítélet nélkül említi meg, viszont Bokor 2007 terpeszkedő kifejezésnek nevezi és helytelennek tartja.